# Principados Unidos
Principados Unidos da Valáquia e Moldávia ou Principados Romenos (Romeno: Principatele Unite Moldova şi Țara Românească) era o nome oficial da Romênia depois da União de 1859, sob o governo do príncipe Alexandre João Cuza. Em 5 de fevereiro (24 de janeiro) de 1862, os dois principados foram formalmente unidos para formar os Principados Unidos (da Romênia). Juntamente com a Transilvânia, os Principados Unidos da Valáquia e Moldávia se tornaram a base para o Estado-nação romeno.

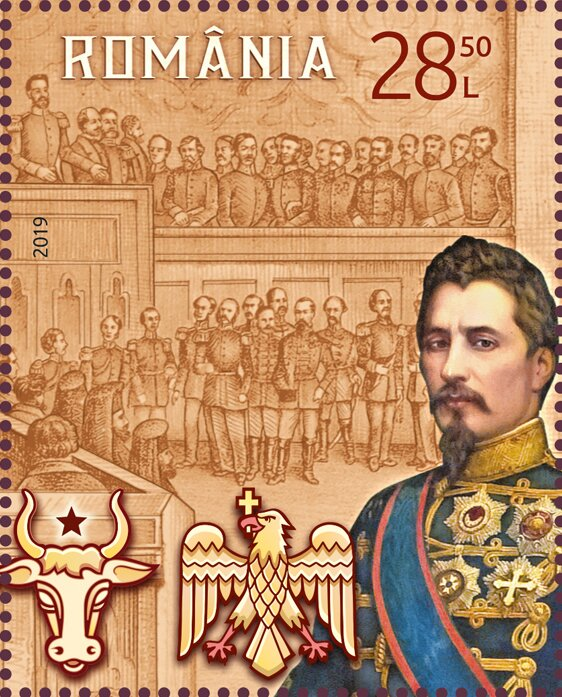
Selo romeno de 2019 em comemoração ao 160º aniversária da unificação dos principados

De 1866, quando uma nova Constituição entrou em vigor, até à proclamação do Reino da Romênia em 1881, o território era também conhecido como Principado da Romênia.